# 剛果河鱔鬍鯰
剛果河鱔鬍鯰，為輻鰭魚綱鯰形目塘虱魚科的其中一種，分布於非洲安哥拉的剛果河流域，棲息在水底，體長可達32.7公分，可做為觀賞魚。